# Kate Nash
Kate Nash (geboren op 6 juli 1987) is een Engelse singer-songwriter uit Harrow, Londen.
Nash debuteerde in 2007 met het album Made of Bricks, en scoorde een nummer 1-hit in Engeland met het nummer Foundations.
Met haar schoolvriend Jay Malhotra die ook in de 1000 Thrones speelt en met enkele andere musici vormde ze een band en ging ze op tour.
In 2010 kwam de opvolger My Best Friend is You uit, waarin Nash zich ontpopt tot een enfant terrible en breekt met haar eerdere werk. Zowel haar zang als haar muziek en live-voordrachten nemen een veel hoekigere en navrante wending. In 2017 was Nash te zien in de televisieserie GLOW als Rhonda Richardson alias Britannica.
Kate Nash had tot maart 2012 een relatie met the Cribs-zanger en gitarist Ryan Jarman.

## Discografie

### Albums
| Album met eventuele hitnotering(en) in de Nederlandse Album Top 100 | Datum van verschijnen | Datum van binnenkomst | Hoogste positie | Aantal weken | Opmerkingen |
| ------------------------------------------------------------------- | --------------------- | --------------------- | --------------- | ------------ | ----------- |
| Made of bricks                                                      | 22-08-2007            | 25-08-2007            | 41              | 25           |             |
| My best friend is you                                               | 16-04-2010            | 24-04-2010            | 47              | 3            |             |

| Album met hitnotering(en) in de Vlaamse Ultratop 200 albums | Datum van verschijnen | Datum van binnenkomst | Hoogste positie | Aantal weken | Opmerkingen |
| ----------------------------------------------------------- | --------------------- | --------------------- | --------------- | ------------ | ----------- |
| Made of bricks                                              | 2007                  | 22-09-2007            | 20              | 31           |             |
| My best friend is you                                       | 2010                  | 01-05-2010            | 35              | 4            |             |
| Girl talk                                                   | 2013                  | 16-03-2013            | 185             | 1*           |             |

### Singles
| Single met eventuele hitnotering(en) in de Nederlandse Top 40 | Datum van verschijnen | Datum van binnenkomst | Hoogste positie | Aantal weken | Opmerkingen              |
| ------------------------------------------------------------- | --------------------- | --------------------- | --------------- | ------------ | ------------------------ |
| Foundations                                                   | 2007                  | -                     |                 |              | #49 in de Single Top 100 |

| Single met hitnotering(en) in de Vlaamse Ultratop 50 | Datum van verschijnen | Datum van binnenkomst | Hoogste positie | Aantal weken | Opmerkingen |
| ---------------------------------------------------- | --------------------- | --------------------- | --------------- | ------------ | ----------- |
| Foundations                                          | 2007                  | 22-09-2007            | 12              | 22           |             |
| Mouthwash                                            | 2008                  | 09-02-2008            | tip6            | -            |             |
| Pumpkin soup                                         | 2008                  | 19-07-2008            | tip23           | -            |             |
| Do wah doo                                           | 2010                  | 17-04-2010            | tip8            | -            |             |

- Bibliothèque nationale de France: cb15599965t (data)
- Gemeinsame Normdatei: 13549740X
- International Standard Name Identifier: 0000 0001 2120 5310
- Library of Congress Control Number: no2008023359
- MusicBrainz: 49018fd2-95ef-4f7e-92bb-813159909314
- Nationale Bibliotheek van Tsjechië: js20080321005
- Virtual International Authority File: 10169483
- WorldCat: E39PBJcBRYQrKdXbT7vc7pxMT3